# Carlos Rafael Pérez
Carlos Rafael Pérez neix a Cartagena i és un músic especialitzat en piano i orgue.
Va iniciar els seus estudis als Conservatoris de Cartagena i Murcia estudiant piano, harmonia i composició. Per altra banda va estudiar orgue al Conservatori d'Alacant amb el docent Adolfo Gutiérrez Viejo. Posteriorment va ampliar el seu coneixement. Des de molt jove exercir d'organista litúrgic a la Basílica de la Caridad de Cartagena. Ha compost diverses partitures per a obres de teatre representades a festivals internacionals com a Puerto Rico o Canadà.
Durant la seva carrera professional ha col·laborat amb diferents conjunts corals i instrumentals de Murcia i València. A més a més ha fet concerts com a solista en diferents ciutats espanyoles però també a altres països com Anglaterra o Itàlia. Actualment és organista en dues institucions religioses a Murcia, l'església de San Miguel i la Ermita Santuario de Nuestra Señora de la Huerta. Va obtenir el Premi Extraordinari Fi de Carrera amb l'orgue al Conservatori d'Alacant.